# Tomislav Ivić
Tomislav Ivić (Split, 30 de juny de 1933 - 24 de juny de 2011), va ser un futbolista i entrenador croat. Sovint va ser descrit com un estrateg brillant i contribuïdor al desenvolupament de l'estil de joc modern. A l'abril de 2007, el diari esportiu italià La Gazzetta dello Sport el va proclamar com a l'entrenador més reeixit de la història, ja que va guanyar set títols de lliga en sis països diferents.
Va entrenar conjunts de 14 països diferents, així com quatre seleccions nacionals, i va aconseguir títols a Iugoslàvia, Països Baixos, Bèlgica, Espanya, Grècia i Portugal.

## Palmarès

### Hajduk Split
- Lliga de Iugoslàvia: 1974, 1975 i 1979.
- Copa de Iugoslàvia: 1972, 1973, 1974 i 1976.

### Ajax
- Eredivisie: 1977.

### Anderlecht
- Lliga de Bèlgica: 1981.

### Panathinaikos
- Lliga de Grècia: 1986.

### FC Porto
- Supercopa d'Europa: 1987.
- Copa Intercontinental: 1987.
- Lliga de Portugal: 1988.
- Copa de Portugal: 1988.

### Atlético de Madrid
- Copa del Rei: 1991.